# Parathelphusa sarawakensis
Parathelphusa sarawakensis is een krabbensoort uit de familie van de Gecarcinucidae. De wetenschappelijke naam van de soort is voor het eerst geldig gepubliceerd in 1986 door Ng.